# Jaylin Galloway
Jaylin Galloway (Marietta, 21 dicembre 2002) è un cestista australiano con cittadinanza statunitense.

## Biografia
È il fratello minore del cestista Kyrin Galloway.

## Carriera

### Nazionale
Nel 2021 ha partecipato, con la nazionale Under-19 australiana, al Mondiale di categoria, disputato in Lettonia.

## Palmarès
- Campionato australiano: 2

Sydney Kings: 2021-22, 2022-23